# Southside Place (Texas)
Southside Place es una ciudad ubicada en el condado de Harris en el estado estadounidense de Texas. En el Censo de 2010 tenía una población de 1715 habitantes y una densidad poblacional de 2.680,83 personas por km².

## Geografía
Southside Place se encuentra ubicada en las coordenadas 29°42′31″N 95°26′8″O / 29.70861, -95.43556. Según la Oficina del Censo de los Estados Unidos, Southside Place tiene una superficie total de 0.64 km², de la cual 0.64 km² corresponden a tierra firme y (0%) 0 km² es agua.

## Demografía
Según el censo de 2010, había 1715 personas residiendo en Southside Place. La densidad de población era de 2.680,83 hab./km². De los 1715 habitantes, Southside Place estaba compuesto por el 77.96% blancos, el 2.57% eran afroamericanos, el 0.41% eran amerindios, el 15.39% eran asiáticos, el 0% eran isleños del Pacífico, el 1.4% eran de otras razas y el 2.27% pertenecían a dos o más razas. Del total de la población el 7.99% eran hispanos o latinos de cualquier raza.

## Transporte
La Autoridad Metropolitana de Tránsito del Condado de Harris (METRO) gestiona servicios de transporte.

## Educación
El Distrito Escolar Independiente de Houston gestiona escuelas públicas.
La Escuela Primaria West University y la Escuela Primaria Mark Twain sirven a partes de Southside Place.La Escuela Secundaria John J. Pershing sirve a todas las partes de la ciudad. Los residentes de la zona de la Escuela Secundaria Pershing tienen la opción de inscribirse en la Escuela Secundaria Pin Oak. La Escuela Preparatoria Mirabeau B. Lamar y la Escuela Preparatoria de Bellaire sirven a partes de la ciudad.